# Centro Aquático de Paris
O Centro Aquático Olímpico de Paris (em francês: Centre aquatique olympique) é um centro aquático localizado em Saint-Denis, França. Sediará os eventos esportivos aquáticos durante os Jogos Olímpicos de Verão de 2024, em Paris. Situado no coração da Plaine Saulnier, em frente ao Stade de France, é ligado por uma passarela que atravessa a autoestrada A1 e acolherá as competições de saltos ornamentais, polo aquático e natação artística. Foi construído sob a gestão da Metrópole da Grande Paris.
Foi a única instalação esportiva permanente construída para os Jogos Olímpicos de 2024, com capacidade para 5 mil espectadores durante o evento.